# Ampex
Ampex ime je za američku tvrtku čiji su osnovni područje djelovanja elektronički uređaji. Tvrtku je osnovao Alexander M. Poniatoff 1944. godine, a ime tvrtke je skraćenica od Alexander M. Poniatoff Excellence., Prvi proizvodi ove tvrke bili su visoko kvaliteni elektro motori i generatori signala za radarske uređaje. Poslije Drugog svjetskog rata, tvrtka Ampex ulazi u proizvodnju uređaja za snimanje i spremanje zvučnih valova i televizijskih signala rabeći magnetske medije.